# フェラッツァ
フェラッツァ（イタリア語: Ferrazza）とは、イタリア共和国ラツィオ州リエーティ県アマトリーチェにある分離集落（フラツィオーネ）である。
現在人口は4人。標高1091メートルにある。